# Hersilia
Hersilia —  род пауков семейства Пауки-герсилииды. Самцы вырастают до 8 мм в длину, самки до 10 мм. Живут на стволах деревьев в джунглях Африки, Азии и Австралии.

## Виды
По данным сайта World Spider Catalog Архивная копия от 25 июля 2021 на Wayback Machine на июнь 2016 года род включает 78 видов.
- Hersilia albicomis Simon, 1887 — Гана, Кот-д’Ивуар, Экваториальная Гвинея, Нигерия
- Hersilia albinota Baehr & Baehr, 1993 — Китай
- Hersilia albomaculata Wang & Yin, 1985 — Китай
- Hersilia aldabrensis Foord & Dippenaar-Schoeman, 2006 — Альдабра, Коморские острова
- Hersilia alluaudi Berland, 1920 — Конго, Танзания
- Hersilia arborea Lawrence, 1928 — Намибия, Зимбабве, Южная Африка
- Hersilia asiatica Song & Zheng, 1982 — Китай, Таиланд, Лаос, Тайвань
- Hersilia australiensis Baehr & Baehr, 1987 — Северные Территории
- Hersilia baforti Benoit, 1967 — Конго, Уганда
- Hersilia baliensis Baehr & Baehr, 1993 — Лаос, Бали
- Hersilia bifurcata Baehr & Baehr, 1998 — Северные Территории
- Hersilia bubi Foord & Dippenaar-Schoeman, 2006 — Экваториальная Гвинея, Уганда
- Hersilia carobi Foord & Dippenaar-Schoeman, 2006 — Кот-д’Ивуар
- Hersilia caudata Audouin, 1826 — Кабо-Верде, Западная Африка to Китай
- Hersilia clarki Benoit, 1967 — Зимбабве
- Hersilia clypealis Baehr & Baehr, 1993 — Таиланд
- Hersilia deelemanae Baehr & Baehr, 1993 — Суматра
- Hersilia eloetsensis Foord & Dippenaar-Schoeman, 2006 — Мадагаскар
- Hersilia facialis Baehr & Baehr, 1993 — Суматра
- Hersilia feai Baehr & Baehr, 1993 — Мьянма
- Hersilia flagellifera Baehr & Baehr, 1993 — Лаос, Суматра
- Hersilia furcata Foord & Dippenaar-Schoeman, 2006 — Конго
- Hersilia hildebrandti Karsch, 1878 — Танзания
- Hersilia igiti Foord & Dippenaar-Schoeman, 2006 — Руанда
- Hersilia impressifrons Baehr & Baehr, 1993 — Борнео
- Hersilia incompta Benoit, 1971 — Кот-д’Ивуар
- Hersilia insulana Strand, 1907 — Мадагаскар
- Hersilia jajat Rheims & Brescovit, 2004 — Борнео
- Hersilia kerekot Rheims & Brescovit, 2004 — Борнео
- Hersilia kinabaluensis Baehr & Baehr, 1993 — Борнео
- Hersilia lelabah Rheims & Brescovit, 2004 — Борнео
- Hersilia longbottomi Baehr & Baehr, 1998 — Западная Австралия
- Hersilia longivulva Sen, Saha & Raychaudhuri, 2010 — Индия
- Hersilia madagascariensis (Wunderlich, 2004) — Мадагаскар, Коморские острова
- Hersilia madang Baehr & Baehr, 1993 — Новая Гвинея
- Hersilia mainae Baehr & Baehr, 1995 — Западная Австралия
- Hersilia martensi Baehr & Baehr, 1993 — Непал, Таиланд
- Hersilia mboszi Foord & Dippenaar-Schoeman, 2006 — Камерун, Кот-д’Ивуар
- Hersilia mimbi Baehr & Baehr, 1993 — Западная Австралия
- Hersilia mjoebergi Baehr & Baehr, 1993 — Суматра
- Hersilia moheliensis Foord & Dippenaar-Schoeman, 2006 — Коморские острова
- Hersilia montana Chen, 2007 — Тайвань
- Hersilia mowomogbe Foord & Dippenaar-Schoeman, 2006 — Камерун, Конго
- Hersilia nentwigi Baehr & Baehr, 1993 — Ява, Суматра, Кракатау
- Hersilia nepalensis Baehr & Baehr, 1993 — Непал
- Hersilia novaeguineae Baehr & Baehr, 1993 — Новая Гвинея
- Hersilia occidentalis Simon, 1907 — Западная, Центральная, Восточная Африка, Принсипи
- Hersilia okinawaensis Tanikawa, 1999 — Япония
- Hersilia orvakalensis Javed, Foord & Tampal, 2010 — Индия
- Hersilia pectinata Thorell, 1895 — Мьянма, Борнео, Филиппины
- Hersilia pungwensis Tucker, 1920 — Зимбабве
- Hersilia sagitta Foord & Dippenaar-Schoeman, 2006 — Кения, Малави, Танзания, Южная Африка
- Hersilia savignyi Lucas, 1836 — Шри-Ланка, Индия to Филиппины
- Hersilia scrupulosa Foord & Dippenaar-Schoeman, 2006 — Кения
- Hersilia selempoi Foord & Dippenaar-Schoeman, 2006 — Кения
- Hersilia sericea Pocock, 1898 — Восточная, Южная Африка
- Hersilia serrata Dankittipakul & Singtripop, 2011 — Таиланд
- Hersilia setifrons Lawrence, 1928 — Ангола, Намибия, Южная Африка
- Hersilia sigillata Benoit, 1967 — Габон, Кот-д’Ивуар, Конго, Уганда
- Hersilia simplicipalpis Baehr & Baehr, 1993 — Таиланд
- Hersilia striata Wang & Yin, 1985 — Индия, Китай, Мьянма, Таиланд, Тайвань, Ява, Суматра
- Hersilia sumatrana (Thorell, 1890) — Индия, Малайзия, Суматра, Борнео
- Hersilia sundaica Baehr & Baehr, 1993 — Таиланд, Ломбок
- Hersilia taita Foord & Dippenaar-Schoeman, 2006 — Кения
- Hersilia taiwanensis Chen, 2007 — Тайвань
- Hersilia tamatavensis Foord & Dippenaar-Schoeman, 2006 — Мадагаскар
- Hersilia tenuifurcata Baehr & Baehr, 1998 — Западная Австралия
- Hersilia thailandica Dankittipakul & Singtripop, 2011 — Таиланд
- Hersilia tibialis Baehr & Baehr, 1993 — Индия, Шри-Ланка
- Hersilia vanmoli Benoit, 1971 — Кот-д’Ивуар, Того
- Hersilia vicina Baehr & Baehr, 1993 — Таиланд
- Hersilia vinsoni Lucas, 1869 — Мадагаскар
- Hersilia wellswebberae Baehr & Baehr, 1998 — Северные Территории
- Hersilia wraniki Rheims, Brescovit & van Harten, 2004 — Йемен, Сокотра
- Hersilia xieae Yin, 2012 — Китай
- Hersilia yaeyamaensis Tanikawa, 1999 — Япония
- Hersilia yunnanensis Wang, Song & Qiu, 1993 — Китай